# Petter Bragner
Petter Bragner, född	den 10 december 1730 i Brunneby församling, Östergötlands län,död den 10 juli 1805 i Skinnskattebergs församling, Västmanlands län, var en svensk byggmästare i Linköping. Han var son till byggmästaren Gabriel Bragner.

## Utförda arbeten (urval)
- Åtvids gamla kyrka (1753).[3]
- Drothems kyrka (1760).[4]
- Åtvids gamla kyrka (1761).[5]
- Hagebyhöga kyrka (1775).[6]
- Grebo kyrka.[2]